# Клинки охотника
«Клинки охотника» (англ. The Hunter’s Blades) — книжная трилогия Роберта Сальваторе в жанре фэнтези, действие которой происходит в вымышленной вселенной Forgotten Realms. Серия состоит из трех романов («Тысяча орков», «Одинокий эльф», «Два меча») и дополняется одним рассказом «Друзья познают в беде» («Comrades at Odds»). Трилогия входит в цикл романов о Дриззте До’Урдене, хронологически является пятой серией цикла. Общий тираж трех книг на русском языке — 81000 экземпляров.
Действие книг разворачивается в Серебряных Пределах в 1370—1371 годах по Летоисчислению Долины. Главными персонажами по-прежнему являются дроу-следопыт Дриззт и его друзья — Бренор, Кэтти-бри, Вульфгар и Реджис. В основе сюжета — война с племенами орков, объединенных под властью Обольда Многострельного, а также чувства и отношения главных героев.

## Тысяча орков (The Thousand Orcs, 2003)
Действие романа происходит в 1370 году по Летоисчислению Долины. Оркский король Обальд Многострельный, обладающий незаурядным умом и политическим талантом, объединяет под своей властью разрозненный племена орков и заключает военный союз с Герти Орельсдоттр — правительницей народа ледяных великанов. Целью их союза является нападение на земли Серебряных Пределов, прежде всего дварфские города Мифрил Халл, Фелбарр и Мирабар. За спиной у Обальда и Герти плетут интриги четверо темных эльфов — Донния, Ад’нон, Тос’ун и Каэр’лик. Дроу-изгнанники не преследуют каких-либо определенных целей, они просто наслаждаются манипулированием и созданием хаоса.
Бренор Боевой Топор получает известие о смерти Гандалуга Боевого Топора, которому он 6 лет назад передал власть над Мифрил Халлом. Это значит, что Бренор должен покинуть Долину Ледяного Ветра и снова стать королём Мифрил Халла. Перед тем как принять бремя правления, Бренор хочет ещё поискать приключения и нарочно выбирает извилистую и долгую дорогу к своему городу, сильно отклонившись от первоначального маршрута. По пути дварфский король и его спутники посещают твердыни Фелбарр и Мирабар. Оказывается, что правители этих городов враждебно относятся к королю Бренору — с тех пор как Мифрил Халл начал экспортировать металлы и высококачественные изделия, благосостояние городов-конкурентов существенно снизилось.
Орки Обальда Многострельного при поддержке ледяных великанов устраивают набеги на деревни и поселки Серебряных Пределов и разбойничают на дорогах. С одной группой орков и великанов сталкивается отряд Бренора и побеждает в сражении. Дриззт узнает, что к действиям их врагов каким-то образом причастны темные эльфы. Спутники понимают, что происходящее — не просто набеги диких и разрозненных групп орков, что опасность, угрожающая Серебряным Пределам, очень велика. Такие же предчувствия посещают двух эльфов — Тарафиэля и Инновиндиль, которые давно тайно наблюдают за орками.
Король Бренор, его ближайшие друзья (Дриззт, Кэтти-бри, Вульфгар и Реджис) и небольшой отряд дварфов (основные силы Бренор отправил в Мифрил Халл ещё до первых столкновений с орками) останавливаются в укрепленном поселении под названием Низины. По наущению темных эльфов орки и великаны осаждают Низины. Жители города мужественно обороняются, но у врагов огромный численный перевес. Дриззт До’Урден ведет борьбу с орками, находясь за пределами городских стен, а его друзья и союзники — внутри. В одной из атак Бренор получает серьёзное ранение и долгое время находится между жизнью и смертью. В конце концов, орки прорывают оборону и захватывают Низины, но некоторым жителям удается выбраться из города и спастись, в том числе и друзьям следопыта. Но Дриззт об этом не знает. Найдя среди развалин и пепелищ шлем Бренора, дроу убеждается, что его друзья погибли, и в отчаянии может думать лишь о мести.